# 1971 w Wojsku Polskim
Kalendarium Wojska Polskiego 1971 – wydarzenia w Wojsku Polskim w roku 1971.
Potencjał Wojska Polskiego 1 stycznia 1971 roku:
Marynarka Wojenna liczyła etatowo 20 015 etatów wojskowych, w tym 3582 etaty oficerów (faktycznie 2944) oraz 7181 pracowników cywilnych. Posiadała 35 okrętów bojowych, 24 trałowce bazowe, 23 kutry trałowe, 19 okrętów i 16 kutrów desantowych, 9 okrętów specjalnych, 96 pomocniczych jednostek pływających oraz 11 samolotów myśliwskich, 43 samoloty szturmowe, 5 samolotów bombowych i 23 śmigłowce

## 1971
- ćwiczenie „Burza”[2]
- odejście Wojsk Ochrony Pogranicza ze struktur MON do MSW[2]
- działania mające na celu ujednolicenie struktur organizacyjnych związków taktycznych wojsk lądowych[2]
- wprowadzanie sprzętu rakietowego do wojsk[2]
- reorganizacja jednostek lotniczych[2]
- prace nad nowym planem mobilizacyjnym SZ „PM 72”[2]

## Styczeń
- w Wojskowej Akademii Politycznej, na bazie Ośrodka Badań Społecznych, Wojskowego Instytutu  Prawniczego i Pracowni Socjologicznej GZP, powołano Instytut Badań Społecznych[3]

2 stycznia
- powołano rady podoficerów zawodowych[2]
- przeformowano Centrum Szkolenia Służb Kwatermistrzowskich w Wyższą Szkołę Oficerską Służb Kwatermistrzowskich[3]

12 stycznia
- w siedzibie Głównego Zarządu Politycznego WP podpisano kolejny plan współpracy Głównego Zarządu Związku Nauczycielstwa Polskiego z Głównym Zarządem Politycznym WP. Dokument podpisali: szef GZP WP, wiceminister obrony narodowej gen. dyw. Józef Urbanowicz i prezes ZG ZNP Marian Walczak[3]

## Luty
12 lutego
- wprowadzono „Kartę Dowódcy Pułku”[2]

3 lutego
- wprowadzono odznakę „Zasłużony działacz Kół Młodzieży Wojskowej”[3]

20 lutego
- w porcie wojennym w Gdyni podniesiono banderę na okręcie hydrograficznym ORP „Kopernik”

## Marzec
- stanowisko szefa Głównego Zarządu Politycznego WP od gen. dyw. Józefa Urbanowicza przejął gen. dyw. Jan Czapla. Gen. dyw. Józef Urbanowicz wyznaczony został na stanowisko zastępcy ministra obrony narodowej do spraw ogólnych[3]
- od gen. broni Grzegorza Korczyńskiego stanowisko głównego inspektora obrony terytorialnej przejął gen. dyw. Tadeusz Tuczapski. Gen. Grzegorz Korczyński wyznaczony  został na stanowisko ambasadora PRL w Algierii[3]

2–3 marca
- w Budapeszcie odbyły się obrady Komitetu Ministrów Obrony państw-sygnatariuszy Układu Warszawskiego[3]

14–20 marca
- w Mongolskiej Republice Ludowej przebywała delegacja Wojska Polskiego pod przewodnictwem wiceministra obrony narodowej generała dywizji Józefa Urbanowicza[3]

15–19 marca
- w Budapeszcie, pod przewodnictwem szefa Sztabu Zjednoczonych Sił Zbrojnych gen. armii S. Sztemienki, odbyła się narada szefów Sztabów Generalnych armii państw-sygnatariuszy Układu Warszawskiego[3]

## Kwiecień
22–23 kwietnia
- odbył się IV Zjazd Organizacji Rodzin Wojskowych. W obradach zjazdu wzięło udział około 130 delegatek[3]

23 kwietnia
- w  marynarce wojennej odbyła się narada poświęcona zagadnieniom gospodarczo-obronnym

23–24 kwietnia
- w Polsce przebywał naczelny dowódca Zjednoczonych Sił Zbrojnych państw-sygnatariuszy Układu Warszawskiego, marszałka Związku Radzieckiego Iwan Jakubowski i szef Sztabu Zjednoczonych Sił gen. armii Sztemienko[3]

## Maj
2–9 maja

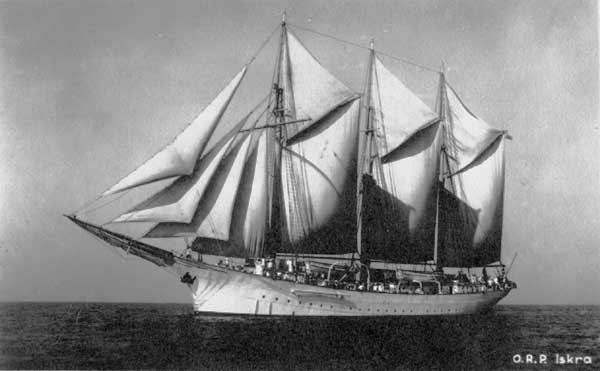
ORP "Iskra"

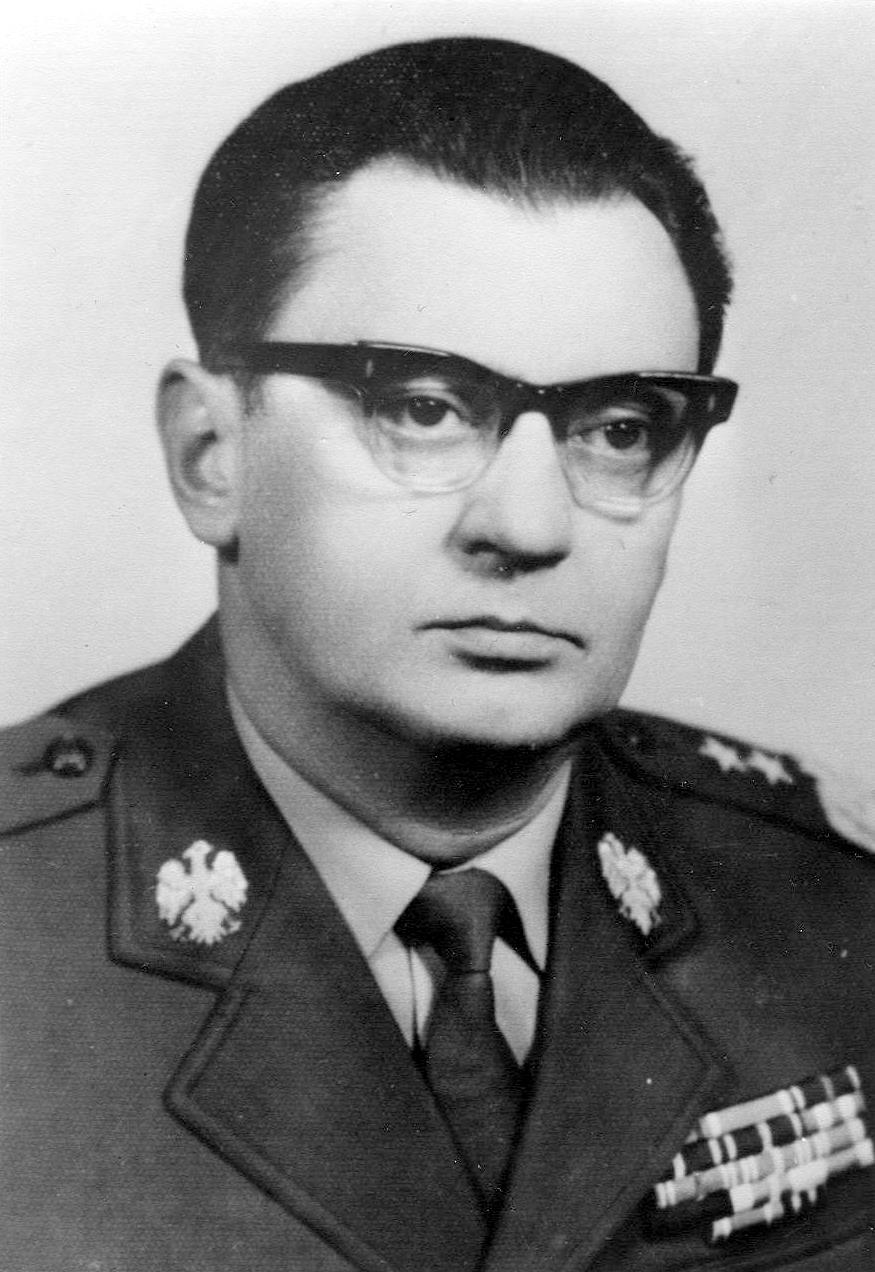
Florian Siwicki

- w Polsce przebywała grupa francuskich oficerów z Ośrodka Wyższych Studiów Wojskowych Francji, na czele z kontradmirałem Filipem Moreau[3]

5 maja
- w Sali Kolumnowej Rady Państwa odznaczono kilkudziesięciu uczestników Powstań Śląskich i Powstania Wielkopolskiego. Wszyscy powstańcy śląscy zostali awansowani do stopnia podporucznika, a płk Jerzy Ziętek do stopnia generała brygady[3]
- rozpoczął się trzydziesty pierwszy rejs szkolny ORP „Iskra”

11–13 maja
- delegacja Wojska Polskiego z ministrem obrony narodowej gen. broni Wojciechem Jaruzelskim przebywała w Czechosłowacji[3]

12–15 maja
- w Berlinie odbyły się obrady Rady Wojskowej Zjednoczonych Sił Zbrojnych państw-sygnatariuszy Układu Warszawskiego[3]

18 maja
- gen. dyw. Józef Kamiński przestał dowodzić Pomorskim Okręgiem Wojskowym
- gen. dyw. Florian Siwicki przestał dowodzić Śląskim Okręgiem Wojskowym

19 maja
- na stanowisko dowódcy Pomorskiego Okręgu Wojskowego wyznaczony został gen. dyw. Wojciech Barański
- na stanowisko dowódcy Śląskiego Okręgu Wojskowego wyznaczony został gen. dyw. Józef Kamiński

24–27 maja
- w Rumunii przebywała delegacji Wojska Polskiego z ministrem obrony narodowej, gen. broni Wojciechem Jaruzelskim[3]

27–28 maja
- w Rembertowie odbyła się narada służb budownictwa i kwaterunku wojskowego[3]

## Czerwiec
2 czerwca
- Wyższa Oficerska Szkoła Lotnicza w Dęblinie gościła 3-krotnego Bohatera Związku Radzieckiego  gen. płk Iwana Kożeduba oraz dowódcę Wojsk Lotniczych i OPK ZSRR gen. lejt. Hermana Trietiakowa[4][5]

3 czerwca
- ćwiczenia jednostek Marynarki Wojennej „Neptun-71” wizytowali członkowie kierownictwa MON[3]

4 czerwca
- odbyły się ćwiczenia jednostek Wojsk Lotniczych podczas których korzystano z dróg państwowych i autostrad jako dróg startowych samolotów, a obserwowała je grupa generałów i oficerów lotnictwa armii państw Układu Warszawskiego[4][5]

9 czerwca
- na terenie byłego obozu zagłady w Bełżcu saperzy wspólnie z chemikami wykryli i unieszkodliwili 36 piętnastolitrowych butli z cyjanowodorem[3]

26 czerwca
- pododdziały Wojska Polskiego uczestniczyły w trwającej 70 godzin przeciwpożarowej akcji ratowniczej na terenie Rafinerii Nafty im. Ludwika Waryńskiego w Czechowicach-Dziedzicach[3]

## Lipiec
5–12 lipca
- na terenie Czechosłowacji i Polski odbyły się ćwiczenia wojsk lotniczych i obrony przeciwlotniczej Wojska Polskiego, Czechosłowackiej Armii Ludowej i Armii Radzieckiej[2]

12–17 lipca
- w 1 Pułku Lotnictwa Myśliwskiego „Warszawa” w Mińsku Mazowieckim odbyły się I Zawody Lotnictwa Myśliwskiego Wojsk OPK o tytuł „Mistrza Walki”[4][5]

12–21 lipca
- odbyły się ćwiczenia tyłów Zjednoczonych Sił Zbrojnych Układu Warszawskiego[2]; w ćwiczeniu udział wzięły jednostki Wojska Polskiego, Armii Radzieckiej i Narodowej Armii Ludowej NRD[6]

26 lipca
- zakończył się trzydziesty pierwszy rejs szkolny ORP „Iskra”; okręt zawinął do portów: Bałtijsk, Stralsund

## Sierpień
7 sierpnia
- rozpoczął się trzydziesty drugi rejs szkolny ORP „Iskra”

11 sierpnia
- do Gdyni zawinął fiński okręt „Matti Kurki”[6]

13 sierpnia
- na terenie NRD rozpoczęły się ćwiczenia Zjednoczonych Sił Zbrojnych Układu Warszawskiego[2]

23 sierpnia
- zakończył się trzydziesty drugi rejs szkolny ORP „Iskra”; okręt zawinął do portów: Ventspils, Sassnitz

## Wrzesień
1 września
- na Westerplatte pod czołgiem-pomnikiem złożono urnę z prochami mjr. Henryka Sucharskiego. Urna została udekorowana Krzyżem Komandorskim Orderu Virtuti Militari[6]

6–9 września
- odbyły się I Centralne Zawody Rozpoznania Powietrznego Sił Zbrojnych PRL[5]

13–18 września
- w północnej części NRD odbyły się ćwiczenia jednostek Wojska Polskiego, Narodowej Armii Ludowej NRD i Armii Radzieckiej. Ćwiczeniami kierował minister obrony NRD gen. armii H. Hoffmann[6]

29 września
- rozporządzeniem Rady Ministrów nadano Oficerskiej Szkole Służb Kwatermistrzowskich im. Mariana Buczka uprawnień wyższej uczelni i przemianowano ją w Wyższą Szkołę Oficerską Służb Kwatermistrzowskich im. Mariana Buczka[6]

## Październik
1–6 października
- w Polsce przebywała delegacja wojskowa Ludowo-Demokratycznej Republiki Jemenu z zastępcą ministra obrony ppłk. Ali Achmed Nasser Antarem na czele[6]

2 października
- Wojskowa Akademia Polityczna im. Feliksa Dzierżyńskiego została odznaczona Orderem Sztandaru Pracy I klasy[6]

10 października
- Wyższa Szkoła Marynarki Wojennej im. Bohaterów Westerplatte została odznaczona Orderem Sztandaru Pracy II klasy
- podniesiono banderę na pływającej stacji demagnetyzacyjnej SD-11 projektu B208

14–17 października
- w Göteborgu przebywał zespół polskich okrętów wojennych w składzie: niszczyciel „Grom” i dwa trałowce[6]

15 października
- wycofano ze służby okręt hydrograficzny ORP „Kompas”

22 października
- w Algierii zmarł ambasador PRL w tym kraju, gen. broni w st. spocz. Grzegorz Korczyński[6]

23 października
- ustanowiono medal pamiątkowy „Za Osiągnięcia w Służbie Wojskowej” i „Za Wybitne Osiągnięcia w Służbie Wojskowej”[6]

26–29 października
- w Polsce odbyło się posiedzenie Rady Wojskowej Zjednoczonych Sił Zbrojnych państw-sygnatariuszy Układu Warszawskiego oraz narada kadry dowódczej[6]

## Listopad
15–16 listopada
- obradował w Warszawie V Krajowy Zjazd Związku Inwalidów Wojennych PRL. Gen. broni Wojciech Jaruzelski udekorował sztandar związku Orderem Sztandaru Pracy I klasy[6]

23 listopada
- odbyła się doroczna odprawa kierowniczej kadry WP[2]. Odprawę prowadził minister obrony narodowej gen. broni Wojciech Jaruzelski. Na zakończenie odprawy kilkadziesiąt jednostek wojskowych zostało odznaczonych medalem pamiątkowym „Za Osiągnięcia w Służbie Wojskowej”.

28 listopada
- w Wyższej Oficerskiej Szkole Lotniczej w Dęblinie odbyła się pierwsza promocja pilotów i nawigatorów-inżynierów[4]

30 listopada
- w Stoczni Północnej zwodowano kuter torpedowy KTD-455 ORP „Dziarski” projektu 664

## Grudzień
6–11 grudnia
- obradował VI Zjazd Polskiej Zjednoczonej Partii Robotniczej, na członka Biura Politycznego wybrano m.in. ministra Obrony Narodowej gen. broni Wojciecha Jaruzelskiego[6]

16 grudnia
- w Stoczni Północnej położono stępkę pod kuter torpedowy KTD-457 ORP „Szybki” projektu 664

17 grudnia
- we Wrocławiu odbyła się zorganizowana przez dowództwo Śląskiego Okręgu Wojskowego i komendę Akademii Sztabu Generalnego konferencja naukowa na temat usprawniania pracy sztabów i działania wojsk na współczesnym polu walki[6]

18 grudnia
- sztandar Wojskowej Akademii Technicznej im. Jarosława Dąbrowskiego udekorowany został Orderem Sztandaru Pracy I klasy[6]